# Rhododendron araiophyllum
Rhododendron araiophyllum es una especie de planta herbácea perteneciente a la familia de las ericáceas. Es originaria de Birmania y Yunnan, China, donde crece a una altitud de 1900–3400 metros. 

## Descripción
Es un arbusto que alcanza un tamaño de 1–4 m de altura, con hojas coriáceas que son elíptica-lanceoladas o estrechamente lanceoladas, de 5–11 por 1,3–3 cm de tamaño. Las flores son predominantemente de color blanco.

## Taxonomía
Rhododendron araiophyllum fue descrito por Balf.f. & W.W.Sm. y publicado en Transactions of the Botanical Society of Edinburgh 27(2): 184–187. 1917.
Etimología
Rhododendron: nombre genérico que deriva de las palabras griegas ῥόδον, rhodon = "rosa" y δένδρον, dendron = "árbol".
araiophyllum: epíteto latino que significa "de hojas delgadas".
Sinonimia
subsp. lapidosum (T.L. Ming) M.Y. Fang
- Rhododendron lapidosum T.L. Ming	[3]